# حلقه سیلیان
حلقه سیلیان (سوئدی: Siljansringen) یک دهانه برخوردی در استان دالارنا، در مرکزکشور سوئد است. این دهانه با قطر نزدیک به ۵۲ کیلومتر (۳۲ مایل) یکی از ۱۵ دهانه برخوردی بزرگ شناخته شده بر روی زمین و بزرگ‌ترین دهانهٔ برخوردی اروپا است. حلقهٔ سیلیان در اثر برخورد شهاب‌سنگی به زمین در دورهٔ دوونین، نزدیک به ۳۷۶٫۸ ± ۱٫۷ میلیون سال پیش، پدید آمده است.